# Soehrensia quadratiumbonata
Soehrensia quadratiumbonata ist eine Pflanzenart aus der Gattung Soehrensia in der Familie der Kakteengewächse (Cactaceae). Das Artepitheton quadratiumbonata leitet sich von den lateinischen Worten quadratus für ‚vierseitig‘ sowie umbonatus für ‚nabelähnlich‘ ab und verweist auf die fast rechteckigen gehöckerten Rippen der Art.

## Beschreibung
Soehrensia quadratiumbonata wächst strauchig mit mehreren aufrechten aus der Basis erscheinenden Zweigen und erreicht Wuchshöhen von bis zu 1 Meter. Die zylindrischen, grünen Triebe erreichen Durchmesser von 4 bis 5 Zentimeter. Es sind neun bis zwölf Rippen vorhanden, die quer gefurcht sind. Die auf ihnen befindlichen kreisrunden Areolen sind braun und stehen etwa 1 Zentimeter voneinander entfernt. Aus ihnen entspringen weiße, nadelige Dornen, die eine braune Spitze besitzen. Der in der Regel einzelne, kräftige, abstehende Mitteldorn ist 1 bis 4 Zentimeter lang. Die sieben bis zehn Randdornen weisen eine Länge von 0,4 bis 1 Zentimeter auf.
Die lang trichterförmigen, weißen Blüten öffnen sich in der Nacht, jedoch nicht sehr weit. Die dunkelgrünen Früchte sind bis zu 3,5 Zentimeter lang und weisen ebensolche Durchmesser auf.

## Verbreitung, Systematik und Gefährdung
Soehrensia quadratiumbonata ist in den bolivianischen Departamentos Chuquisaca und Santa Cruz in mittleren Lagen von 1000 bis 1900 Metern verbreitet.
Die Erstbeschreibung als Trichocereus quadratiumbonatus durch Friedrich Ritter wurde 1980 veröffentlicht. Boris O. Schlumpberger stellte die Art 2012 in die Gattung Soehrensia. Ein weiteres nomenklatorisches Synonym ist Echinopsis quadratiumbonata (F.Ritter) D.R.Hunt (1997).
In der Roten Liste gefährdeter Arten der IUCN wird die Art als „Least Concern (LC)“, d. h. als nicht gefährdet geführt.

## Nachweise